# Havana (Arkansas)
Havana – miasto w Stanach Zjednoczonych, w stanie Arkansas, w hrabstwie Yell.